# Кэтрин (Северная территория)
Кэтрин — город в Австралии, расположенный в северной территории.
Из-за своего расположения город получил название «Перекресток севера». Является четвёртым по величине городом в Северной территории и находится в 312 км от Дарвина.

## История
Город был основан ещё в XIX веке как небольшое поселение. В 1872 году здесь были созданы телеграфные станция и линия. Почтовое отделение было открыто в 1883 году. К 1888 здесь начал развиваться бизнес, началом развития послужило открытие бара «Sportsman’Bar». К 1917 году население города резко возросло до 200 человек. К этому моменту здесь открылись школа, гостиница, магазины, взлетно-посадочная полоса и т. д. Примечательно то, что для регулярных рейсов использовалась гоночная трасса в качестве взлетно-посадочной полосы для самолётов. В связи со строительством новой железнодорожной станций и других транспортных путей город стал важнейшим центром транспортной системы Австралии.

## Экономика
Кэтрин является важнейшим транспортным узлом, соединяющим реку Орд и регион Кимберли в Западной Австралии, Аллис-Спрингс и Аделаиду на юге, Квинсленд на востоке и т. д. Данный регион производит около 7,4 % валового государственного продукта Северной территории. Крупнейшими отраслями промышленности является горнодобывающая промышленность, сельское хозяйство, рыболовство, лесное хозяйство, строительство и т. д.
Основными секторами занятости являются является государственное управление, горнодобывающая промышленность, электроснабжение, водоснабжение, газоснабжение и утилизация отходов.
Военная база RAAF Tindal находится в 15 км к югу от города и является самой молодой оперативной базой военно-воздушных сил и одной из важнейших оборонных сооружений во всей Австралии. На базе RAAF Tindal персонал (включая семьи) составляет 25 % от всего населения города Кэтрин.

## Климат
Климат в данном районе муссонный с непродолжительным влажным сезоном с декабря по апрель и длинным сухим сезоном с мая по апрель. Годовые температуры определённо высоки, средний максимум температур составляет 34,2 градуса, а средний минимум составляет 20,2 градуса. Город известен благодаря здешним наводнениям, так например в 1998 году в результате наводнения в День Австралии город был частично разрушен.

## Известные люди
- Clyde Fenton — первый Летающий Доктор с прозвищем «Скоростной Гордон Небес Территории» (жил и работал в Кэтрин между 1934 и 1942)
- Leisel Jones — олимпийский пловец, завоевавший золотую медаль (родился в Кэтрин, 1985).
- Luke Kelly — профессиональный футболист регби (родился в Кэтрин, 1989).
- Bruce Litchfield — архитектор, который спроектировал и построил ранние здания Кэтрин.
- Malarndirri McCarthy — коренной австралийский политик (родился в Кэтрин 1970).
- James McManus — профессиональный футболист лиги регби (вырос в Кэтрин в 1990-х).
- Mathew Sinclair — новозеландский игрок в крикет (родился в Кэтрин, 1975).
- C. W. Stoneking — австралийский блюзовый музыкант (родился в Кэтрин, 1974).
- Стефани Толбот — австралийская баскетболистка (родилась в Кэтрин, 1994).